# Split-TCP
Split TCP (auch: TCP with proxies) bezeichnet ein Konzept zur Verbesserung von Datenübertragungsraten in mobilen, drahtlosen Ad-hoc-Netzen.
Split TCP wurde an der University of California Riverside aus dem Transmission Control Protocol (TCP) weiter entwickelt. Es soll unnötigen Aufwand beim Finden einer neuen Netzwerk-Route vermindern und Problemen des TCP bei mehreren Verbindungen eines Knotens vermindern. In TCP ist es möglich, dass die Knoten die Bandbreite nicht gleichmäßig zwischen Verbindungen aufteilen. Gehen mehrere Verbindungen durch einen Knoten, wird diejenige bevorzugt, die zuerst aufgebaut wurde, mehr Datenpakete durchführt und einen kürzeren Weg zur Quelle hat. Soll nun über den Knoten eine weitere Verbindung hergestellt werden, die quer zu bestehenden Verbindungen läuft, so ist es möglich, das dies so lange unterdrückt wird, bis über die bestehenden Verbindungen weniger Datenpakete verschickt werden. Dies kann zu einer Minderung der Netzwerkleistung führen.
Zur Lösung dieses Problems sind im Split-TCP verschiedene Regeln vorgeschrieben, laut welchen sich nach einer bestimmten Anzahl von Hops (Verbindungsknoten im Ad-hoc-Netzwerk) ein Proxy um die Weitergabe des IP-Paketes kümmert.
Dabei werden folgende Regeln verwendet:
1. Pakete werden wie bei TCP über normale Hops weitergeleitet.
2. Ein Hop wird zum Proxy, wenn ein IP-Paket schon eine bestimmte Anzahl Hops durchlaufen hat.
3. Ein Proxy ist nur für eine Verbindung Proxy; für andere Verbindungen dient er gleichzeitig als Hop.
4. Ein Proxy schickt eine lokale Bestätigung (LACK) an die vorhergehende Quelle (Proxy oder Hop) zurück.
5. Der Proxy ist selbst dann für Weitergabe des Datenpaketes verantwortlich.
6. Die lokale Bestätigung (LACK) wird nur zum Nachbarn versendet, nicht weiter.
7. Auf die gleiche Weise wird vom Ziel zur Quelle eine Bestätigung (ACK) zurückgesendet.

Regeln zum Puffern:
1. Datenpakete, die noch nicht bestätigt sind, werden für alle Verbindungen gespeichert.
2. Bestätigungen ACK

Die Bestätigung (ACK) von Quelle zum Ziel ist eine Ende-zu-Ende-Kontrolle, die es entsprechend auch beim herkömmlichen TCP gibt.
In der Erstveröffentlichung wurde gezeigt, dass durch den Einsatz von Split-TCP je nach Auslastung des Netzes und anderen Faktoren eine Leistungssteigerung des Netzes von rund 10 bis 20 Prozent erreicht werden konnte.